# Höst (novell)
Höst är en novell av August Strindberg som ingår i den andra delen av novellsamlingen Giftas (1886).

## Handling
Den vemodiga berättelsen "Höst" handlar om ett par som varit gift i tio år och fått se den ena illusionen efter den andra blomma ut. Så ska mannen ut på en tjänsteresa. Han njuter av att få lufta på sig en smula. Men snart faller en känsla av tomhet över honom i ensamheten på hotellrummet, och ur denna ensamhetskänsla träder hustruns bild fram för honom sådan hon var i ungdomens vår. Han får ett behov av att skriva till henne, ett riktigt kärleksbrev. Det går trögt i början, "ty så många vackra ord hade försvunnit ur det dagliga, vardagliga livets tunga, torra språk; men snart blev han varm, och alla livets vårminnen dansade fram i solskyar och grupperade sig omkring henne".
Och i hennes svar "steg ur köksos och barnkammarlarm en sång, klar och välljudande, varm och ren som den första kärleken". De hade blivit kära på nytt. Och när hans resa lider mot sitt slut kommer de överens om att hon ska möta honom redan i Vaxholm. Där, på värdshuset, där de tillbringat så många glada stunder under förlovningstiden, ska de åter igen rå om varandra ett par dagar alldeles ensamma. Men verkligheten skingrar alla illusioner. Han omfamnar och kysser henne på bryggan, men sedan går det trögt. "Orden föllo knottriga, torra, tvungna. Så underligt! De voro liksom blyga för varandra – och inte en anspelning på brevväxlingen!" De gamla ungdomsminnena kunde inte väckas upp från de döda. När de kommit hem igen tar han på sig nattrock och tofflor, och de konstaterar resignerat, men med armen om varandras liv, att sommaren är slut och hösten kommen.